# レインジャー3号
レインジャー3号（英語: Ranger 3）はレインジャー計画の3台目の宇宙機。1962年1月26日、月の研究のために打ち上げられた。この宇宙探査機は月の表面への衝突前10分間に月面画像を地上局への送信ができ、月への地震計カプセルの硬着陸、飛行期間中のガンマ線データの収集、月面のレーダー反射率の研究などができるように設計されており、月・惑星間宇宙機開発のためのレインジャー計画のテストの継続の意味があった。故障の連続によって、レインジャー3号は計画されていた月への衝突ができず、月から35000kmの距離を通過するにとどまった。

## 設計
レインジャー3号はレインジャー計画の中のブロック2の最初の機体であった。ベース部分は3.1mの高さで、バルサ材製の衝撃緩和材に覆われた直径650mmの月面カプセル、単元推進薬中間軌道モーター、推進力22.6kNの逆噴射ロケットを乗せており、幅が1.5m程度、金クロムメッキをされた6角形の構造だった。大型の高利得アンテナと2枚の翼形の太陽光パネルがベース部分の底部につけられており、太陽光パネルは飛行の初期に展開された。電力は8680個のソーラーセルから発生し、11.5kg 1kWhの容量を持つ銀鉛電池とバックアップ電池に溜められた。飛行制御は半導体コンピューターとシーケンサー、および地上コントロール指令システムで制御された。高度コントロールは太陽・地球センサー、ジャイロスコープ、ピッチロールジェットで制御された。テレメトリーシステムは一方は出力が3Wで一方は50mWの2台の960MHzトランスミッター、高利得アンテナ、無指向アンテナが乗せられていた。全体は白塗り、金クロムメッキなどで温度調節を行っており、逆噴射ロケットは銀色のプラスチックシートが包んでいた。
実験装置には10秒に1フレーム画像を撮影できるスキャン機構を持つビジコンテレビカメラ、1.8mのブームに取り付けられたガンマ線スペクトロメーター、レーダー高度計、月面に硬着陸する地震計などがつまれていた。
地震計は"Tonto"のコードネームがつけられ、通信装置として50mWトランスミッター、増幅器、電圧制御機、ターンスタイルアンテナが付属しており、トランスミッターを30日間稼動させられる6台の銀カドミウム電池とともに月着陸カプセルに乗せられていた。これらの装置は時速130kmから160kmで月面に衝突しても大丈夫なように作られた。
レーダー高度計は反射の研究に使われるだけでなく、カプセル分離の開始と逆噴射ロケットの点火用にも設計されていた。

### 装置
| 装置         | 装置                     |
| ------------ | ------------------------ |
| テレビジョン | 月面の近距離写真の撮影   |
| 地震計       | 月の地震活動の有無を探る |

## ミッション
これはアメリカの最初の月面衝突試験となるはずであり、計画では月までアトラス・アジェナで加速し、一度中間点でコースの修正を行い、月に衝突させる予定であった。光学望遠鏡に使われるテレビカメラを積んでおり落下中に24kmの解像度の映像まで送信できる予定であった。また、42.6kgのカプセルを積んでおり、月への衝突前には21.4km程の高度でカプセルを分離し、着陸の衝撃を抑えるために逆噴射ロケットが点火され、バルサ材製のカプセル外殻に守られ、停止するまでに月面で数回バウンドする予定であった。
レインジャー3号は1962年1月26日にアトラス・アジェナで打ち上げられた。しかし、ブースター誘導装置の故障によって宇宙機は過剰な速度まで加速され、この状態で月への遷移軌道に投入された。さらに、間違った逆のコマンド信号によって宇宙船のピッチが間違った方向に向き、TMアンテナは地上からの交信が不可能になり、コース中間での修正も行われなかった。加えて、最終操作時のスプリアス信号が利用可能な映像の伝達を邪魔した。最終的に1月28日に目標よりも14時間早く月から36800kmの位置を通過し、最終的に太陽周回軌道に投入され、現在は人工惑星になっていると考えられる。しかし、搭載された装置によって惑星間空間での最初のガンマ線束の測定結果をもたらし、飛行からはいくつかの有用な工学データが得られたとされている。

## 大衆文化
1979年から1981年のNBCのSFテレビシリーズ、25世紀のバックロジャーズでは、主人公のバック・ロジャースが1987年に打ち上げられたレンジャー3号のパイロットであるとされている。このレンジャー3号はスペースシャトルのような宇宙船であり、故障し、凍結し、500年後の地球に戻るという設定になっており、レインジャー3号に関連していると思われる。

## 註
1. ↑  “NASA - NSSDC Spacecraft Details”.  NASA. 2009年6月25日閲覧。